# Gabinete de la Presidencia del Gobierno
El Gabinete de la Presidencia del Gobierno es el máximo órgano de asistencia política y técnica al servicio del presidente del Gobierno. Si bien el Gabinete es uno de los múltiples órganos que conforman la Presidencia del Gobierno, el hecho de que su director sea el máximo coordinador de estos órganos le hace el órgano central de la Presidencia.

## Historia
El Gabinete fue creado en 1976, con la llegada de Adolfo Suárez a la Presidencia del Gobierno, siendo la primera directora Carmen Díez de Rivera. A pesar de haber sido creado en 1976, no fue regulado hasta 1978 mediante el Real Decreto 2158/1978, un Real Decreto muy corto en el que solo se decía que el Gabinete era un órgano de asesoramiento al presidente y que ejercería las funciones que este quisiera otorgarle.
Con la llegada de Felipe González, en 1982 se aprobó un real decreto que desarrollaba una estructura más amplia, con órganos subordinados propios y con más funciones como la de conocer los planes de los diferentes departamentos ministeriales. Además, en esta época también dependían del Gabinete la Secretaría de Estado de Relaciones con las Cortes y la Portavocía del Gobierno.
Con los gobiernos de José María Aznar el Gabinete aumenta en importancia, elevando a su director al nivel de secretario de Estado y creando numerosos órganos subordinados a este que hoy continúan vigentes, como es el caso de los departamentos.
Con José Luis Rodríguez Zapatero el Gabinete se mantiene prácticamente intacto, salvo que se creó la Oficina Económica del Presidente.
Durante el mandato de Mariano Rajoy, el Gabinete aumenta en departamentos, quedando los siguientes departamentos: Asuntos Jurídico-Institucionales, Política Internacional y Seguridad, Análisis y Estudios, Políticas Sociales y Educación y Cultura. En 2012, se creó dentro del Gabinete el Departamento de Seguridad Nacional (DSN), cuyo director era el director adjunto del Gabinete y en 2016 la presidencia asume las competencias de comunicación gubernamental con la incorporación de la Secretaría de Estado de Comunicación.
Con Pedro Sánchez se suprime la Oficina Económica del Presidente del Gobierno y se crea una nueva secretaría general, la de Asuntos Internacionales, Unión Europea, G20 y Seguridad Global (hasta 2020). Además, el DSN se separa de la Dirección Adjunta teniendo su propio director independiente y muchos de los departamentos modifican su denominación.
En febrero de 2024 se creó un nuevo Departamento de Asuntos Culturales y una Oficina Nacional de Asesoramiento Científico. En julio de 2025 el DSN vuelve a la Dirección Adjunta, aunque manteniendo un director propio. Asimismo, se crea una Secretaría General de Relaciones Institucionales y Ciudadanía en sustitución de la Secretaría General de Coordinación Institucional.

## Funciones y competencias
El Gabinete ejercerá las siguientes funciones:
- Proporcionar al presidente del Gobierno la información política y técnica que resulte necesaria para el ejercicio de sus funciones.
- Asesorar al presidente del Gobierno en aquellos asuntos y materias que este disponga.
- Conocer los programas, planes y actividades de los distintos departamentos ministeriales, con el fin de facilitar al presidente del Gobierno la coordinación de la acción del Gobierno.
- Realizar el estudio y seguimiento de todos los programas y acciones de la Unión Europea que tengan incidencia en las políticas públicas del Estado, proporcionando la información necesaria para la toma de decisiones europeas.
- Conocer las políticas y programas públicos adoptados y desarrollados por los gobiernos de las comunidades autónomas, a fin de facilitar la cooperación y la cogobernanza en todas aquellas materias que demanden acción concurrente y concertada.
- Facilitar la comunicación con la ciudadanía y atender y dar respuesta a todas aquellas sugerencias, quejas e informaciones que se dirijan al presidente del Gobierno.
- Asistir al presidente del Gobierno en los asuntos relacionados con la política nacional, la política internacional y la política económica.
- Asesorar al presidente del Gobierno en materia de seguridad nacional.
- Realizar aquellas otras actividades o funciones que le encomiende el presidente del Gobierno.

Para el apoyo material al presidente del Gobierno, al Gabinete de la Presidencia le corresponderán, además, a través de la Secretaría General de la Presidencia del Gobierno, las siguientes competencias:
- La organización y la seguridad de todas las actividades del Presidente del Gobierno, tanto en territorio nacional como en sus desplazamientos al exterior.
- La coordinación de las actividades de apoyo y protocolo del Presidente del Gobierno en su relación con los restantes poderes del Estado.
- El apoyo y el asesoramiento técnico a los distintos órganos de la Presidencia del Gobierno, así como la asistencia en materia de administración económica, personal, mantenimiento y conservación, tecnologías de la información y de las comunicaciones.
- La coordinación de los programas y dispositivos logísticos para los viajes al extranjero de autoridades del Gobierno.
- La supervisión del Sistema Operativo Sanitario de la Presidencia del Gobierno.

## Estructura
Dependen del director del Gabinete los siguientes órganos directivos:
- La Dirección Adjunta del Gabinete, cuyo titular tiene rango de subsecretario.
  - El Departamento de Seguridad Nacional, cuyo titular tiene rango de director general.
  - El Departamento de Prospectiva Estratégica y Asesoramiento Científico.
    - La Oficina Nacional de Prospectiva y Estrategia, cuyo titular tendrá rango de subdirector general.
    - La Oficina Nacional de Asesoramiento Científico, con rango de Subdirección General.

  - El Departamento de Asuntos Culturales.
  - El Departamento de Discurso.
- La Secretaría General de la Presidencia del Gobierno, cuyo titular tiene rango de subsecretario.
  - El Departamento de Coordinación Técnica y Jurídica, cuyo titular tendrá rango de director general.
  - El Departamento de Protocolo.
  - El Departamento de Seguridad.
- La Secretaría General de Política Nacional, cuyo titular tendrá rango de subsecretario.
  - El Departamento de Políticas Públicas.
  - El Departamento de Análisis Territorial.
  - El Departamento de Innovación Política y Social.
  - El Departamento de Coordinación Política.
- La Secretaría General de Asuntos Exteriores, cuyo titular tendrá rango de subsecretario.
  - El Departamento de Asuntos Exteriores.
- La Secretaría General de Relaciones Institucionales y Ciudadanía, cuyo titular tendrá rango de subsecretario.
  - El Departamento de Asuntos Institucionales.
- El Departamento de Asuntos Europeos, cuyo titular tiene rango de director general.

## Altos cargos
Los altos cargos del Gabinete son directamente nombrados por el monarca, a propuesta del presidente del Gobierno. Aquí están algunos de los altos cargos más importantes:
| Titular                         | Cargo                                                         | Rango                | Funciones |
| ------------------------------- | ------------------------------------------------------------- | -------------------- | --- |
| Diego Rubio Rodríguez           | Director del Gabinete                                         | Secretaría de Estado | El director o jefe del Gabinete es responsable de supervisar y coordinar todos los departamentos del Gabinete y es el principal asesor político del presidente.                       |
| Ángel Alonso Arroba             | Director adjunto del Gabinete                                 | Subsecretaría        | Ejerce las funciones que el director del Gabinete le delega y ayuda en la coordinación del Gabinete.                                                                                  |
| Judit Alexandra González Pedraz | Secretaria general de la Presidencia del Gobierno             | Subsecretaría        | Se encarga de las actividades del presidente, la seguridad, el protocolo y los asuntos internos del Gabinete tales como los recursos humanos, comunicaciones, finanzas, sanidad, etc. |
| José Fernández Albertos         | Secretario general de Política Nacional                       | Subsecretaría        | Asiste al presidente y su equipo en la elaboración del programa político del Gobierno. Asimismo, dirige el asesoramiento en asuntos culturales.                                       |
| Emma Aparici Vázquez de Parga   | Secretaria general de Asuntos Exteriores                      | Subsecretaría        | Asesora al Gabinete en materia de asuntos exteriores. |
| Ana Ruipérez Núñez              | Secretario general de Relaciones Institucionales y Ciudadanía | Subsecretaría        | Coordina la actividad institucional de la Presidencia y gestiona la interlocución con la ciudadanía.                                                                                  |
| Loreto Gutiérrez Hurtado        | Director del Departamento de Seguridad Nacional               | Dirección General    | Es, tras el director del Gabinete, el principal asesor del presidente en asuntos de seguridad nacional. Mantiene en adecuado funcionamiento el búnker de Moncloa.                     |
| Maider Makua García             | Directora del Departamento de Asuntos Europeos                | Dirección General    | Asesora y asiste al Presidente del Gobierno en los asuntos relativos a la Unión Europea y las relaciones bilaterales con los países europeos                                          |
| Jesús Javier Perea Cortijo      | Director del Departamento de Discurso                         | Dirección General    | Asiste al director del Gabinete de la Presidencia en todas las funciones relacionadas con la propuesta y elaboración de discursos y mensajes del Presidente del Gobierno.             |

## Lista de jefes del Gabinete
1. Carmen Díez de Rivera (1976-1977).
2. Alberto Aza Arias (1977-1981).
3. Eugenio Galdón Brugarolas (1981-1982).
4. Eleuterio Roberto Dorado Zamorano (1982-1993).
5. Antoni Zabalza Martí (1993-1995).
6. José Enrique Serrano Martínez (1995-1996).
7. Carlos Aragonés Mendiguchía (1996-2004).
8. José Enrique Serrano Martínez (2004-2011).
9. Jorge Moragas Sánchez (2011-2017).
10. José Luis Ayllón (enero-junio de 2018).
11. Iván Redondo (2018-2021)
12. Óscar López Águeda (2021-2024)
13. Diego Rubio Rodríguez (2024-)